# Rearranjo Chan

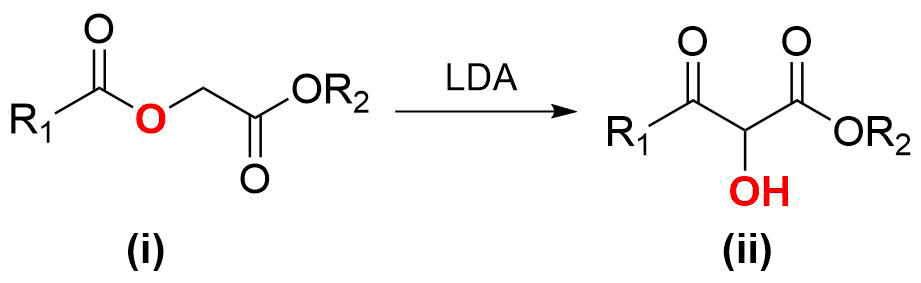
Rearranjo do acetato de aciloxi

O Rearranjo de Chan é uma reação de transposição onde ocorre o rearranjo do acetato de aciloxi (i), na presença de uma base forte, em 2-hidroxi-3-ceto-éster (ii). Inicialmente observou-se que quando o composto (i) foi tratado com dois equivalentes de di-isopropilamida de lítio (LDA) em THF verificou-se que o produto era 2-hidroxi-3-cetoésteres de etila (ii) em 52-65% de rendimento após a cromatografia.

## Mecanismo da reação
A ponte de metileno (i), adjacente à carbonila e a acetila, é facilmente desprotonada por uma base não nucleofílica forte, como  tetrametilpiperidida de lítio ou di-isopropilamida de lítio (LDA)  como em uma reação aldólica. 
O enolato formado (ii) segue para uma reação de substituição nucleofílica acílica com a carbonila do acetato próxima (b), para formar um intermediário epóxido (iii) que forma, finalmente, a hidroxila livre após o tratamento com ácido.